# Franciszek Zych

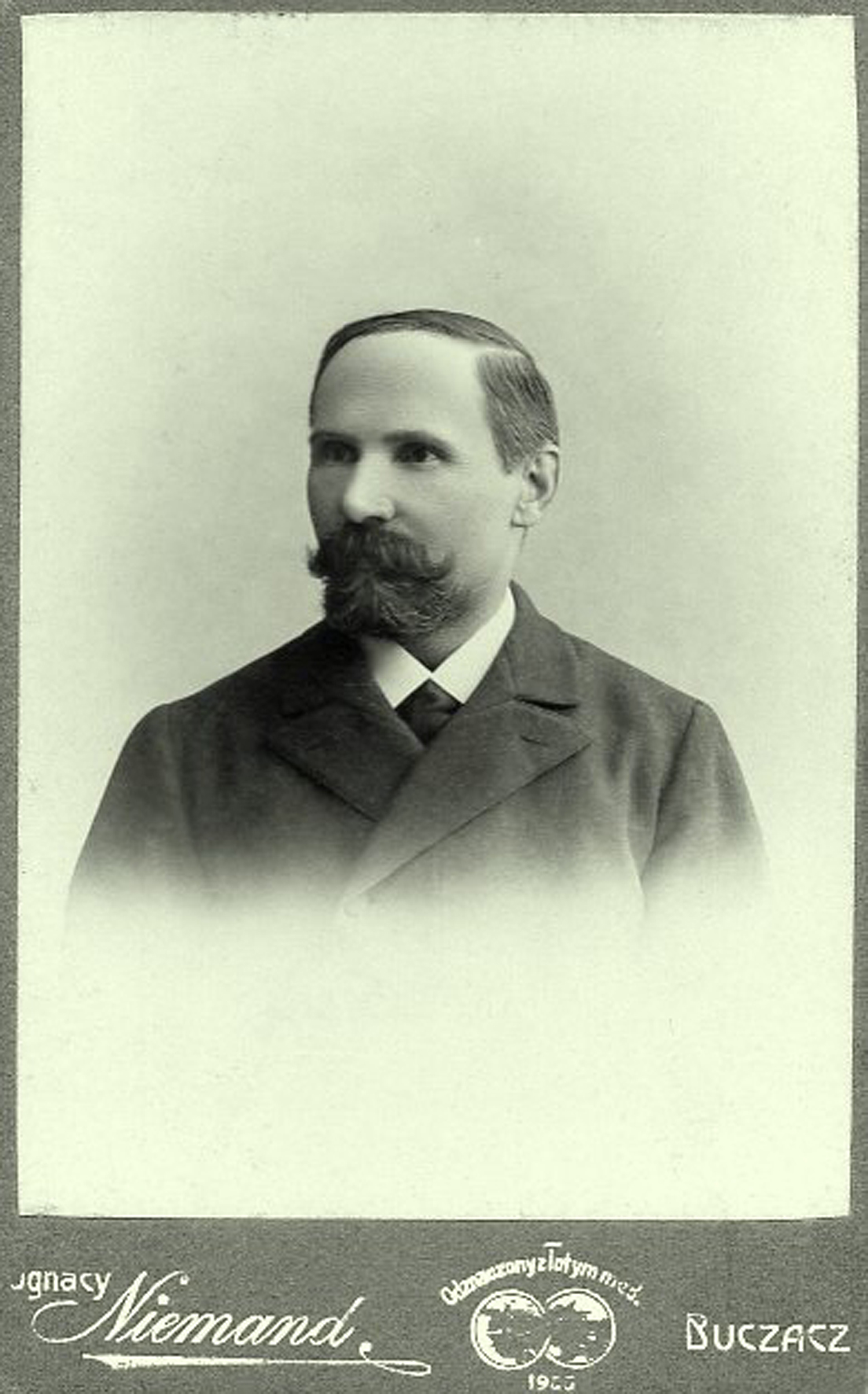
Franciszek Zych (Buczacz - ok. 1900 r.)

Franciszek Zych (ur. 17 września 1853 w Korczynie, zm. 19 lutego 1934 we Lwowie) – polski nauczyciel, działacz społeczny, członek rady miejskiej w Drohobyczu i rady powiatowej w Buczaczu.

## Życiorys
Urodził się 17 września 1853 w Korczynie jako syn Jana. Kształcił się w C. K. I Gimnazjum w Rzeszowie, gdzie 15 czerwca 1874 zdał egzamin dojrzałości. W latach 1874–1879 studiował na Wydziale Filozoficznym na Uniwersytecie Franciszka Józefa we Lwowie (m.in. na seminarium Ksawerego Liskego, specjalizacją przedmiotową była historia, geografia). W roku akademickim 1878/1879 był prezesem studenckiej organizacji samopomocowej „Bratnia Pomoc”.
W latach 1880, 1881, 1882 pracował jako zastępca nauczyciela c. k. gimnazjum w Przemyślu, w latach 1884–1885, 1887, 1888, 1889 – jako egzaminowany zastępca nauczyciela tego gimnazjum. Reskryptem z 26 sierpnia 1889 l. 17411 zastępca nauczyciela C. K. IV Gimnazjum we Lwowie Franciszek Zych został mianowany rzeczywistym nauczycielem C. K. Wyższego Gimnazjum Realnego im. Franciszka Józefa w Drohobyczu, gdzie na tym stanowisku pracował m.in. w latach 1890, 1892, a w latach 1893, 1894, 1895 – jako profesor tego gimnazjum. 12 października 1895 został mianowany dyrektorem państwowego niższego gimnazjum w Buczaczu, w którym w roku szkolnym 1898/1899 została otwarta 5-a klasa. Jako dyrektor tego gimnazjum pracował m.in. w latach 1899, 1901, 1907, 1908, 1909, 1911–1913, 1914, 1920–1921. 
W latach 1892, 1893, 1894, 1895 odnotowany jako członek rady miejskiej w Drohobyczu. Z inicjatywy F. Zycha, dyrektora c.k. gimnazjum w Buczaczu 15 grudnia 1896 grono nauczycieli tej szkoły zawiązało «buczackie Koło Towarzystwa nauczycieli szkół wyższych». 7 czerwca 1913 został wybrany w skład zarządu głównego Towarzystwa nauczycieli szkół wyższych.
6 maja 1890 w Drohobyczu podczas walnego zgromadzenia członków miejscowego Sokoła wybrano wydział, w skład którego jako wydziałowy wszedł m.in. Franciszek Zych. W 1892 bezinteresownie kierował ćwiczeniami gimnastycznymi członków PTG „Sokół” w Drohobyczu.
W marcu 1897 wraz z innymi członkami Rady gminnej w Buczaczu złożył mandat. W latach 1905, 1907, 1908, 1911 był członkiem Rady powiatowej w Buczaczu jako przedstawiciel grupy gmin miejskich. W 1908 wzmiankowany jako członek powiatowej kasy oszędności w Buczaczu.
C.K. Rada szkolna krajowa swym reskryptem z 12 września 1909 udzieliła F. Zychowi na przeciąg pierwszego półrocza roku szkolnego 1909/10 urlopu dla poratowania zdrowia. W 1924 wzmiankowany jako dyrektor założonego w 1904 Seminarium nauczycielskiego żeńskiego w Buczaczu.
Zmarł 19 lutego 1934 we Lwowie. Został pochowany na Cmentarzu Łyczakowskim w tym mieście.

## Rodzina
Żoną F. Zycha była Maria Zofia (czyli po prostu Zofia) z domu Schutt (1868–1952), członkini buczackiego oddziału Ligi Pomocy Przemysłowej. Mieli troje dzieci:
- Stanisław[44]
- Władysław[43], polski paleontolog i geolog, profesor, żołnierz AK, więzień niemieckich obozów koncentracyjnych
- Jadwiga[44]

## Dorobek
- W 1887 wydał «Powołanie Krzyzaków do Polski»[45]
- W 1905 wydał «W 150. rocznicę» (przyczynki do historii buczackiego gimnazjum)[46].